# Roubaix Lille Métropole/Saison 2013
Dieser Artikel listet Erfolge und Fahrer des Radsportteams Roubaix Lille Métropole in der Saison 2013 auf.

## Erfolge in der UCI Europe Tour
In den Rennen der Saison 2013 der UCI Europe Tour gelangen die nachstehenden Erfolge.
| Datum   | Rennen                    | Kat. | Fahrer              |
| ------- | ------------------------- | ---- | ------------------- |
| 6. Juni | 1. Etappe Ronde de l’Oise | 2.2  | Maxime Le Montagner |

## Abgänge – Zugänge
| Zugänge             | Team 2012              | Abgänge          | Team 2013               |
| ------------------- | ---------------------- | ---------------- | ----------------------- |
| Maxime Le Montagner | Véranda Rideau-Super U | Fabien Schmidt   | Sojasun                 |
| Franck Vermeulen    | Véranda Rideau-Super U | Denis Flahaut    | Colba-Superano Ham      |
| Julien Duval        | Neoprofi               | Florian Le Corre | BH-SR Suntour           |
| Rudy Kowalski       | Neoprofi               | Anthony Colin    | EC Raismes Petite Foret |
| Cyrille Patoux      | Neoprofi               | Pierre Drancourt | ESEG Douai              |
|                     |                        | Julien Guay      | Sojasun Espoir-ACNC     |
|                     |                        | Mathieu Drouilly | Unbekannt               |

## Mannschaft
| Name                | Geburtstag       | Nationalität |              |
| ------------------- | ---------------- | ------------ | ------------ |
| Matthieu Boulo      | 11. Mai 1989     | Frankreich   |              |
| Loïc Desriac        | 21. Juli 1989    | Frankreich   |              |
| Julien Duval        | 27. Mai 1990     | Frankreich   |              |
| Morgan Kneisky      | 31. August 1987  | Frankreich   |              |
| Rudy Kowalski       | 18. August 1990  | Frankreich   |              |
| Kévin Lalouette     | 18. Februar 1984 | Frankreich   |              |
| Maxime Le Montagner | 20. Juli 1991    | Frankreich   |              |
| Cyrille Patoux      | 20. Mai 1985     | Frankreich   |              |
| Franck Vermeulen    | 10. April 1976   | Frankreich   |              |
| Boris Zimine        | 2. Juni 1990     | Frankreich   |              |
| Stagiaires          | Stagiaires       | Nationalität | Nationalität |
| Rudy Barbier        | Rudy Barbier     | Frankreich   |              |